# Тухчар
Тухчар (устар.: Бильт-Аух, чечен. Билт-Эвла) — село в Новолакском районе Дагестана.
Образует сельское поселение село Тухчар как единственный населённый пункт в его составе.

## География
Расположено к юго-западу от Хасавюрта, южнее автотрассы «Кавказ». Находится на правом берегу реки Аксай, на границе с Чеченской Республикой.
Ближайшие населённые пункты: на севере — село Цияб-Цолода, на северо-западе село — Герзель-Аул (Чечня), на юге село — Галайты (Чечня), на юго-западе село — Ишхой-Юрт, на востоке село — Гамиях.

## История
Основано в 1858 году. На карте Закавказского края 1834 года и на карте Стрельбицкого, составленной в 1895 году, село обозначено как Бельтой.
По переписи 1926 года Ауховский аул имел население 867 жителей.
22 ноября 1928 года 4-й сессией ЦИК ДАССР VI созыва принимается новый проект районирования республики. На его основе было принято постановление о разукрупнении округов и районов и образовании 26 кантонов и 2 подкантонов. Хасавюртовский кантон был образован на части территории бывшего Хасавюртовского округа, переданного в состав ДАССР из Терской области в 1921 году. По новому районированию кантон состоял из 18 сельских советов, в том числе и Бильтаульский — Бильтаул, Ивановская мельница.
Во время депортации чеченцев в Среднюю Азию аул был выслан. Территория была заселена лакцами из сёл Тухчар, Чаях и Шара Лакского района. В 1975 году в село были переселены аварцы — жители села Кижани Ботлихского района, разрушенного землетрясением. Существует проект по переселению лакцев к северу от Махачкалы, где основано новое село Тухчар и восстановлению Ауховского района. Село известно трагическими событиями 5 сентября 1999 года. Тогда были жестоко казнены российские военнослужащие, принимавшие участие во Второй чеченской войне.

## Население
| 1889  | 1926  | 1939  | 1959  | 1970  | 1979  | 1989  |
| ----- | ----- | ----- | ----- | ----- | ----- | ----- |
| 519   | ↗871  | ↘707  | ↗804  | ↗1045 | ↗1278 | ↗1865 |
| 2002  | 2010  | 2012  | 2013  | 2014  | 2015  | 2016  |
| ↗2814 | ↗3567 | ↗3752 | ↗3835 | ↗3904 | ↗4165 | ↗4208 |
| 2017  | 2018  | 2019  | 2020  | 2021  | 2023  | 2024  |
| ↗4344 | ↗4440 | ↗4537 | ↗4656 | ↘3745 | ↗3854 | ↗3913 |
| 2025  |       |       |       |       |       |       |
| ↗4016 |       |       |       |       |       |       |

Национальный состав
По результатам Всероссийской переписи населения 2010 года:
| № | Национальность | Численность, чел. | Доля   |
| - | -------------- | ----------------- | ------ |
| 1 | лакцы          | 1599              | 44,8 % |
| 2 | аварцы         | 1255              | 35,2 % |
| 3 | чеченцы        | 657               | 18,4 % |
| 4 | другие         | 56                | 1,6 %  |

## Образование
- Тухчарская муниципальная средняя общеобразовательная школа[35].

## Известные уроженцы
Шоип-Мулла (Шуаиб-мулла) Цонтороевский (чечен. Шоип-Молла ЦӀонтро) (1804—1844) — чеченский полководец времён Кавказской Войны, «Маршал лесной войны», один из наибов имама Шамиля.